# Moniliella
Classe
Ordre
Famille
Genre
Synonymes
Trichosporonoides Haskins & J.F.T. Spencer (1967)
Moniliella est un genre de champignons de la sous-division des Ustilaginomycotina. Il appartient à la famille monotypique des Moniliellaceae, elle-même rattachée à l'ordre monotypique des Moniliellales, lui-même rattaché à la classe monotypique des Moniliellomycetes. Ce sont des levures souvent utilisées pour la fermentation du sucre. Certaines d'entre elles peuvent provoquer des maladies chez l'homme et le chat.

## Caractéristiques
Les colonies sont lisses et veloutées, de couleur grisâtre à noir olive. Leur croissance est semblable à celle d'une levure. Les cellules bourgeonnantes sont ellipsoïdes et se forment en extrémité sur de véritables hyphes, qui se divisent avec des arthroconidies, une chaîne de courtes spores cylindriques. Des pseudohyphes et des chlamydospores peuvent être présents. Les parois cellulaires sont multicouches. Les cloisons hyphales présentent généralement des dolipores avec une arche de réticulum endoplasmique, mais des structures microporeuses peuvent également être présentes.
Moniliella réagit positivement à la coloration au bleu de diazonium B et à l'urée. La coenzyme Q-9 est présente. Le xylose et le fucose sont absents des hydrolysats de cellules entières.

## Mode de vie
Les espèces de Moliniella vivent dans des substrats riches en sucre, en matières grasses, en miel et en pollen, mais certaines espèces vivent aussi dans des expectorations humaines ou animales avariées, provoquant des maladies chez l'homme, ainsi que chez le chat. Le genre comprend les champignons noirs levuriens de la famille des Basidiomycota, bien que ces champignons noirs levuriens incluent également certaines espèces de la famille des Ascomycota.
Certaines espèces, comme Moniliella fonsecae, ont été trouvées dans des fleurs tropicales.

## Répartition
L'aire de répartition est dispersée, se trouvant en Amérique du Nord et du Sud, en Europe et en Asie.

## Systématique
Le genre a été décrit pour la première fois en 1966 par Amelia C. Stolk et J.C. Dakin. En 1967, le genre Trichosporonoides a été décrit par Reginald Hinton Haskins et John F.T. Spencer. Après que plusieurs auteurs ont suspecté une synonymie des deux genres, Rosa et al. ont classé toutes les espèces décrites dans le genre Moliniella.
La famille, l'ordre et la classe étaient initialement désignés comme incertae sedis, jusqu'en 2014, date de la création des Moniliellaceae.
Les espèces sont listées ci-dessous :
- Moniliella acetoabutans Stolk & Dakin (1966)
- Moniliella byzovii Thanh, Hien & T.T. Thom ex Denchev & T. Denchev (2021)
- Moniliella carnis Thanh, Hai, Hien, M. Takash. & Lachance (2012)
- Moniliella casei Thanh, Hien, Yaguchi, J.P. Samp. & Lachance (2018)
- Moniliella dehoogii Thanh, Hai, Hien, M. Takash. & Lachance (2012)
- Moniliella fonsecae[11]
- Moniliella floricola Thanh & Hien (2018)
- Moniliella macrospora (J.F.H. Beyma) Thanh, Hien, Yaguchi, J.P. Samp. & Lachance (2018)
- Moniliella madida (de Hoog) C.A. Rosa & Lachance (2009) (anciennement dans Trichosporonoides)[11]
- Moniliella megachiliensis (G.D. Inglis & Sigler) C.A. Rosa & Lachance (2009) (anciennement dans Trichosporonoides)[11]
- Moniliella nigrescens (A.D. Hocking & Pitt) C.A. Rosa & Lachance (2009) (anciennement dans Trichosporonoides)[11]
- Moniliella oedocephalis (Haskins & J.F.T. Spencer) C.A. Rosa & Lachance (2009) (anciennement dans Trichosporonoides)[11]
- Moniliella pollinis (Hennebert & Veracht.) de Hoog & E. Guého (1984)
- Moniliella pyrgileucina Thanh, Hien, Yaguchi, J.P. Samp. & Lachance (2018)
- Moniliella sojae Thanh, Hien, Yaguchi, J.P. Samp. & Lachance ex Denchev & T. Denchev (2021)
- Moniliella spathulata (de Hoog) C.A. Rosa & Lachance (2009) (anciennement dans Trichosporonoides)[11]
- Moniliella tomentosa (J.F.H. Beyma) Stolk (1966), un osmophile[12]

Anciennes espèces :
- M. mellis (Fabian & Quinet) G.V. Rao & de Hoog (1975) = Zygosaccharomyces mellis, Saccharomycetaceae
- M. suaveolens (Lindner) Arx (1972)[4] = Vanrija humicola, Trichosporonaceae
- M. suaveolens var. nigra (Burri & W. Staub) de Hoog (1979) = Saprochaete suaveolens, Dipodascaceae
- M. tomentosa var. pollinis Hennebert & Veracht. (1971) = Moniliella pollinis, Moniliellaceae